# 曹司賢
曹司賢（1501年—？），字名卿，湖廣常德府武陵縣人，軍籍，明朝政治人物。

## 生平
嘉靖二十二年（1543年）癸卯科湖廣鄉試第八名。嘉靖二十九年（1550年）登庚戌科進士。三十一年任浙江义乌县知县，歷官福建建宁兵备佥事。歷官四川按察司副使，执法明断，在蜀摄官视学，最称得士。著有《思古集》。

## 家族
曾祖曹鑑，遞運所大使；祖父曹祥，衛經歷；父曹文相，兵馬司指揮。母楊氏。慈侍下。兄司清。弟司忠。